# Homoglaea carbonaria
Homoglaea carbonaria là một loài bướm đêm trong họ Noctuidae.